# Distrito de Guanaba
El distrito de Guanaba (en francés arrondissement de La Gonâve; y en criollo haitiano: awondisman Lagonav) es una división administrativa haitiana, que está situada en el departamento de Oeste.

## División territorial
Está formado por el reagrupamiento de dos comunas:
- Anse-à-Galets
- Pointe-à-Raquette